# Marcelo Ríos
Marcelo Andrés Ríos Mayorga (Santiago, 26 de diciembre de 1975) es un extenista chileno. Fue número 1 del Ranking ATP durante seis semanas en 1998, siendo el primer tenista Iberoamericano en lograrlo en la era profesional.
Ha sido también el único de la historia en conseguir alcanzar el número 1 como juvenil (en 1993) y veterano (en 2006), a final de temporada.
Alcanzó la final del Abierto de Australia en 1998 y ha sido el único número 1 sin algún título de Grand Slam. En 1999 fue el primero en la historia en ganar los tres torneos Masters 1000 sobre polvo de ladrillo: Montecarlo, Hamburgo y Roma. En el Circuito Mundial de la ATP ganó 19 títulos, 18 individualmente (5 Masters 1000, 1 Copa Grand Slam, 2 ATP 500 y 10 ATP 250) y uno en dobles (ATP 250). En el Circuito de Campeones de la ATP ganó ocho títulos. Terminó de 1997 a 1999 entre los primeros diez del mundo y participó en el Torneo de Maestros en 1998.
Fue uno de los tenistas más talentosos del siglo XX según los especialistas internacionales, por lo que registró los golpes «devolución en 360º», «gillette», «passing shot de espaldas», «revés a dos manos con salto», «saque de Ríos» y «smash sentado». En 2016 fue considerado por la ATP como uno de los veinte mejores tenistas en la Era Abierta sin algún título de Grand Slam.
Representando a Chile, ganó la Copa Mundial por Equipos en 2003. Fue el «mejor tenista masculino individual de Chile» entre las temporadas 1994 a 2001, el «mejor tenista en pista dura de Chile en la historia» y el mejor en Latinoamérica. En 2000 fue reconocido por la Dirección General de Deportes y Recreación como el «mejor deportista chileno del siglo XX». Es el ayudante técnico del equipo chileno de Copa Davis desde 2014.

## Trayectoria deportiva

### Etapa juvenil (1988-1993)
Ríos nació en 1975. A inicios de 1988 fue a entrenar al Club Deportivo Universidad Católica, en Santa Rosa de Las Condes. Dos años después, dejó la tienda cruzada para ingresar al rancho de Hans Gildemeister. En ese momento apareció en su vida uno de los grandes artífices de su éxito, su entrenador Manuel Astorga. Luego de quedar en evidencia las condiciones del joven Marcelo, él junto a su familia, deciden mudarse a Bradenton, Florida en Estados Unidos para entrenar en la academia de Nick Bollettieri, que con el paso de los años y tras el retiro del "chino", Bollettieri a la hora de comentar sobre los grandes tenistas que pasaron por su academia, varios de ellos ex números 1 del mundo, afirmó que Marcelo Ríos fue el mayor talento que vio jugar alguna vez.
Hacia 1992 Marcelo fue alcanzando una a una las metas propuestas. Con 16 años fue vicecampeón en la Copa Milo Internacional, campeón nacional, campeón del Satélite Chile y vicecampeón del US Open juvenil en dobles, junto a Gabriel Silberstein. Explotó en 1993 ganando la Copa Milo, el US Open, el abierto de Japón y el torneo Eddie Herr, además del vicecampeonato en la Sunshine Cup, las semifinales del Roland Garros y del Abierto Italiano Júnior, y los cuartos de final del Orange Bowl. Como resultado terminó la temporada como el número uno del mundo juvenil.

### Inicio profesional (1994-1995)
En 1994 se hace profesional y rápidamente comienza a adquirir fama internacional tras su participación en el torneo de Roland Garros, cuando en segunda ronda y con 18 años, se encontró con Pete Sampras, dándole dura batalla al perder por 6-7, 6-7 y 4-6. Su gran habilidad con la mano izquierda y su aspecto novedoso —utilizaba pelo largo y la gorra con la visera hacia atrás— llamaron la atención de los medios especializados, siendo este su primer paso al estrellato internacional. Ese mismo año ganaría su primer challenger en Dresde, Alemania.
Con 19 años, en mayo de 1995 Marcelo logra su primer título en el Torneo de Bolonia derrotando al uruguayo Marcelo Filippini por 6-2 6-4, e ingresando así por primera vez dentro de los 50 mejores jugadores del mundo. Luego, en junio, se alzaría en el torneo de Ámsterdam, tanto en individuales —ante Jan Siemerink por 6-4 7-5 6-4— como en dobles, junto a Sjeng Schalken, y en octubre ganaría el torneo de Kuala Lumpur ante Mark Philippoussis por 7-6 6-2. Además, alcanza la final del torneo ATP de su país, en Santiago. De esta manera Marcelo termina el año como N°25 del mundo.

### Apogeo (1996-1999)
Con 20 años, en 1996 Marcelo logra tener buenas actuaciones en torneos de categoría Masters Series. Alcanza los cuartos de final en los Masters de Stuttgart y Roma y las semifinales en los Masters de Indian Wells, Montecarlo y Canadá. También lograría su cuarto título en Sankt Pölten, Austria ante el español Félix Mantilla por 6-1 6-4 y nuevamente alcanzaría la final de Santiago constituyendo así una especie de maldición que le impedía ganar de local y con su público. También alcanzaría las finales de Barcelona y Scottsdale. Durante gran parte del año Marcelo lograría estar dentro de los diez primeros, siendo el primer chileno en la historia en lograrlo individualmente en la era profesional. Termina el año como N°11 del mundo.
En 1997 el Chino alcanza por primera vez los cuartos de final en un torneo de Grand Slam, en el Abierto de Australia y nuevamente en el US Open. Además vendría su primer gran triunfo al ganar la final del torneo Super 9 de Montecarlo (actualmente ATP Masters 1000 de Montecarlo). Tras quedar libre en primera ronda, derrotó a Andrea Gaudenzi, Albert Costa, Magnus Larsson y Carlos Moyá. En la final venció a Álex Corretja por 6-4, 6-3 y 6-3. Dos semanas después alcanzaría la final de Masters de Roma repitiendo la final ante el español, aunque esta vez sería él quien ganaría la copa.
También destacaría los cuartos de final alcanzados nuevamente en el Masters de Madrid y las finales en Marsella, Boston y por tercera vez, en Santiago.
Marcelo Ríos terminaría el año por primera vez dentro de los diez primeros en el puesto N°10 y alcanzando durante el año hasta el lugar N.º 6.
En 1998 destaca por representar la cúspide en la carrera de Ríos, quien alcanza el número 1 del mundo demostrando un nivel de juego brillante. Lo comenzó ganando el torneo abierto de Auckland ante el australiano Richard Fromberg y llegó a la final del Abierto de Australia, derrotando a Grant Stafford, Thomas Enqvist, Andrew Ilie, Lionel Roux, Alberto Berasategui y Nicolas Escudé, cayendo finalmente ante el checo Petr Korda, quien fue posteriormente sancionado por dopaje positivo dicho año. Los siguientes meses destacarían por triunfos como el título del Super 9, actual Masters Series de Indian Wells al derrotar a Greg Rusedski en la final. La consagración definitiva llegaría en el Super 9 de Key Biscayne en Estados Unidos, de la mano de su entrenador Larry Stefanki.
Para llegar al primer puesto, debía adjudicarse el torneo. Ríos ganaba con contundentes victorias sobre los alemanes Hendrik Dreekmann y Tommy Haas, y luego al croata Goran Ivanišević. En cuartos derrotó al sueco Thomas Enqvist y en semifinales, a Tim Henman. En la final, el 29 de marzo de 1998, Ríos superaba al local y legendario Andre Agassi, por parciales de 7-5, 6-3 y 6-4. En Chile, millares de personas salían a las calles a celebrar el triunfo y en los días venideros se organizaría una multitudinaria recepción que culminaría con Ríos saludando junto al presidente Eduardo Frei desde el balcón de La Moneda a diez mil personas que lo vitoreaban afuera del palacio de gobierno.
Su condición de singlista número 1 duró cuatro semanas, hasta que no pudo defender el título en Montecarlo por una lesión que contrajo en Copa Davis al derrotar al argentino Hernán Gumy, en Buenos Aires. Sin embargo, el 10 de agosto lo recuperaría por otras dos semanas, aunque finalmente sería Pete Sampras el que se adjudicaría el N.º 1 de 1998, quien consiguió por sexto año consecutivo el primer lugar del ranking mundial. A lo largo de esta temporada Marcelo ganaría también el Masters de Roma ante Albert Costa, Saint Poelten ante Vincent Spadea, la Copa Grand Slam ante Andre Agassi, y Singapur ante Mark Woodforde. Además alcanzaría los cuartos de final en los Masters de Madrid y París.
El año 1998 sería un hito en la carrera de Marcelo y del deporte chileno. Ríos se alzaría con 7 títulos, entre ellos 3 Masters Series, llegando a una final de Grand Slam en el Abierto de Australia. El día 27 de julio de dicho año alcanzaría la máxima cantidad de puntos que conseguiría a lo largo de su carrera con 3 719 unidades (según el sistema de puntajes previo al año 2000).
Finalmente, terminaría el año como N.º 2 del mundo, tras Pete Sampras.
En 1999 el Zurdo de Vitacura mantiene un gran nivel, aunque su juego se ve interrumpido por reiteradas lesiones y operaciones. A raíz de esto, Marcelo es incapaz de defender los puntos logrados por llegar a la final del Abierto de Australia de 1998, por lo que desciende varios puestos en el ranking. Luego alcanzaría la final del Masters de Montecarlo en donde, luego de ganar el primer set e ir ganado el segundo, tuviera que abandonar por una nueva lesión y dejar ganar al brasileño Gustavo Kuerten. Marcelo tendría su revancha al ganar el Masters de Hamburgo en un disputado partido de más de 4 horas ante el argentino Mariano Zabaleta y a la semana subsiguiente se coronaría campeón por tercera vez consecutiva en el Torneo de Saint Poelten también frente a Zabaleta. En octubre ganaría el Torneo de Singapur y alcanzaría la final del Torneo de Shanghái, perdiendo ante el sueco Magnus Norman. También destacarían los cuartos de final alcanzados en Roland Garros y en el Masters de Madrid. Pese a las constantes lesiones que le significaron tener que ser intervenido quirúrgicamente de una pubalgia, el Chino lograría terminar el año por tercera vez consecutiva como Top Ten, en el puesto N.º 9 del ranking mundial.

### Epílogo (2000-2004)
El comienzo del nuevo siglo estaría marcado por reiteradas e invalidantes lesiones que impedirían a Marcelo mantenerse entre la élite de los individuales masculino. Aun así, lograría alzarse con el título en el torneo de Umag, en Croacia ante el argentino Mariano Puerta. También alcanzaría la semifinal en el Masters de Hamburgo perdiendo frente a Marat Safin, una de las nuevas estrellas del circuito. El chino termina el año como n.º 37 del mundo en un incierto panorama futuro. En 2000 comenzó a tener reiteradas lesiones en la espalda, lo que mermó su rendimiento y provocó que se retirara prematuramente del tenis en 2004. Disputó su último partido profesional en el Torneo de Roland Garros 2003, con 27 años de edad.
El año 2001 comenzaría de gran manera, presagiando un resurgimiento al ganar el primer torneo del año en Doha. Sin embargo, el rendimiento en los siguientes torneos sería bajo, debilitado por una operación al tobillo, lo cual tuvo como consecuencia salir de los primeros 50 mejores del mundo por primera vez desde que era un adolescente. La segunda mitad del año mejora el rendimiento de Marcelo, y en septiembre logra nuevamente alzarse con un título, esta vez en Hong Kong derrotando al alemán Rainer Schüttler. En octubre Marcelo decide volver a jugar un torneo Challenger, cosa que no hacía desde 1994 ganando en Santiago la final ante el argentino Edgardo Massa. También alcanzaría una final en dobles en Scottsdale.
Marcelo terminaría el año como N°39 del mundo.
En el año 2002 lograría obtener buenos resultados a principio de año, pero una lesión en la espalda (fractura lumbar por estrés) le impidiría desarrollar la temporada normalmente. Sería la misma lesión que lo llevaría al quirófano dos veces y que nunca le permitiría volver a tener un nivel competitivo. En este año destacarían los cuartos de final en el Abierto de Australia, la semifinal en el Masters de Miami y la final en el torneo de Estocolmo ante el tailandés Paradorn Srichaphan. Marcelo lograría terminar nuevamente dentro de los 25 mejores jugadores del mundo en el puesto N°24, pero sin lograr recuperarse de las lesiones que lo aquejan desde finales de 1999.
En el Torneo de Viña del Mar de 2003, (ex Torneo de Santiago) Marcelo logra llegar hasta la final, perdiendo ante el español David Sánchez y confirmando su destino el cual le impidió, durante toda su carrera, ganar un campeonato ATP en su país Chile, perdiendo las cuatro finales disputadas. Sin embargo conseguiría, representando a Chile junto a Fernando González y Nicolás Massú, la Copa del Mundo por Equipos en Düsseldorf. En este mismo año ganó también las medallas de plata en individuales y en dobles junto a Adrián García en los Juegos Panamericanos de 2003. En mayo Marcelo jugaría su último partido de nivel ATP, perdiendo en la primera ronda del Roland Garros ante Mario Ančić por 1-6 0-1 y retiro.
Durante 2003 Marcelo jugó muy pocos torneos en muchos de los cuales tuvo que retirarse, lo que tuvo como consecuencia terminar el año solo como N°105 del mundo, insinuándose un pronto retiro.
En 2004 Marcelo jugó dos torneos de categoría Challenger. El primero en Salinas, Ecuador, perdiendo en la ronda de octavos de final y, en lo que sería su última participación en el ATP Challenger Tour, en San Luis, México, retirándose en segunda ronda frente al argentino Mariano Delfino. Finalmente, después de años de luchar contra constantes lesiones, las molestias en la espalda lo sobrepasaron y con apenas 28 años, anunció su retiro del tenis el 16 de julio de 2004, durante una conferencia de prensa en Santiago. A mediados del año, para despedirse del público chileno, y en forma de agradecimiento por el apoyo a lo largo de su carrera, organizó una gira de despedida por todo Chile, llamada «Gracias Chile», en la cual enfrentó a rivales como Adrián García, Mardy Fish, Petr Korda, Goran Ivanišević y Guillermo Coria.
La carrera de Marcelo estuvo marcada por ser brillante pero corta. El deambular entre las constantes lesiones, la merma motivacional luego de alcanzar el N.º 1 y la cada vez mayor necesidad de dedicarle tiempo a su familia, terminaron de forma anticipada su carrera. En esta conquistó 18 títulos y llegó a 13 finales en el tour de la ATP. Su juego se caracterizó por ser netamente emocional al realizar un tenis de muy alto nivel y talento, con gran dominio, seguido de bruscas bajadas anímicas y desconcentraciones. En 2007 se esperaba que volviera al circuito profesional, por solo un torneo en forma excepcional, jugando en Chile el ATP Profesional de Viña Del Mar, pero las constantes lesiones que lo obligaron a retirarse del tenis, lo obligaron a cancelar la participación.

### ATP Champions Tour y exhibiciones (2006-presente)

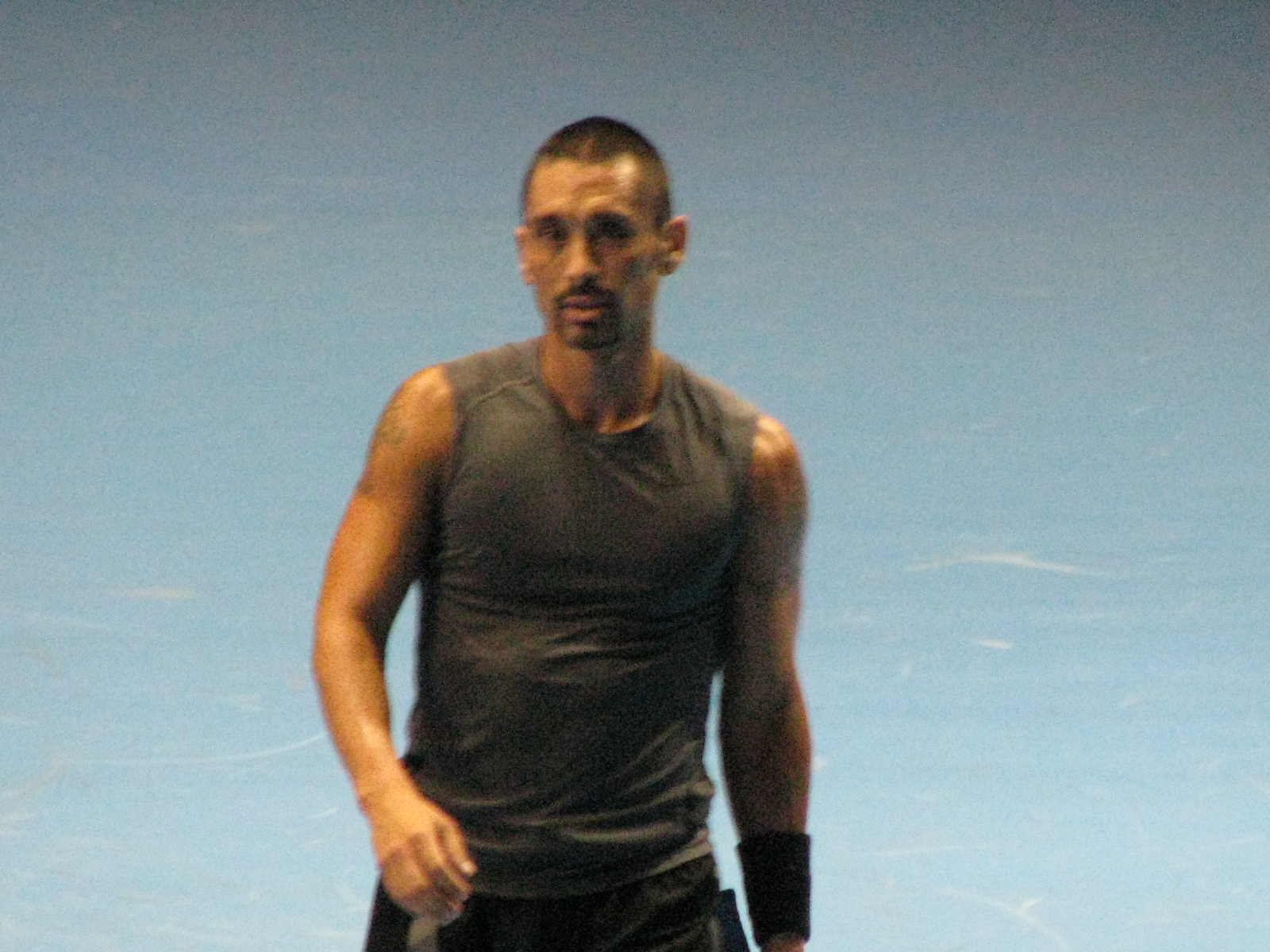
Ríos en 2009.

Después de un 2005 sabático, en 2006, a los 30 años, decide volver al tenis profesional, ingresando al exclusivo circuito de veteranos, el ATP Champions Tour. El primer torneo de la temporada se desarrolló en Doha, Catar, donde obtuvo el campeonato derrotando en la final al francés Cédric Pioline por un marcador de 6-2 y 6-2. A la siguiente semana repitió, ganando esta vez la corona en Hong Kong, donde doblegó en la final al también ex N.º 1 del mundo Thomas Muster. Ríos ganaría de forma consecutiva seis torneos, sumando Algarve, Graz, París y Eindhoven a los anteriormente señalados. Finalmente, Ríos terminaría la temporada sénior como N.º 1 del mundo de la categoría y con una racha de 25 victorias consecutivas, logrando el récord de ser el único jugador en la historia en ser N.º 1 del mundo como juvenil, profesional y veterano. A partir de esto surgiría la polémica en la prensa nacional sugiriéndose de que el Chino aún estaría en condiciones de competir como profesional, como también en la prensa internacional, quienes cuestionarían la legitimidad de Marcelo en el tour de veteranos al tener sólo 30 años, y sus contrincantes diez, o casi veinte años más que él. El estadounidense John McEnroe (de 51 años en ese momento) planteó a la federación que la edad mínima para participar en el tour debería ser los 35 años.
El 30 de marzo de 2007, jugó una exhibición en el Arena Santiago ante el estadounidense Andre Agassi a quien le ganara el partido que lo llevó al número uno del mundo nueve años atrás.
En 2008, el Chino vuelve al tour de veteranos donde gana los torneos de Barcelona y Algarve, y pierde la final de San Pablo ante el recientemente ingresado al tour, Pete Sampras. Marcelo "Chino" Ríos terminaría el año como N.º 3 del mundo en el ranking de veteranos. El 24 de junio de 2008, Marcelo celebra los 10 años de la conquista de N.º 1 del mundo con un invitado de honor, el mejor de la historia, Pete Sampras. Se juega una exhibición realizada en el Arena Santiago en Santiago de Chile, la que gana Marcelo Ríos por 4-6 6-4 y 7-6 demostrando una vez más su gran talento. Ambos deportistas exhibieron un excelente nivel de juego.
El 9 de abril de 2009 Marcelo juega ante Andy Roddick en Santiago de Chile, perdiendo por 6-2 6-4 en una exhibición. En 2009 Ríos continúa participando del tour de campeones sin embargo no obtiene los buenos resultados anteriores y actualmente se encuentra en el puesto Nº14 del ranking.
El 19 de febrero de 2011 gana el Torneo de Maestros, que se realizó en el Casino Monticello contra Cedric Pioline (francés alguna vez 5 del mundo) por 7-5, 6-7 (5) y 10-6 (súper tie break) y descartó jugar la Copa Davis de ese año contra Estados Unidos.
A principios de 2014 Ríos quiso volver al Tour de veteranos, con partidos programados ante Thomas Enqvist y Carlos Moyá en Estocolmo. Sin embargo luego de una conversación con su médico las canceló declarando su retiro del ATP Champions Tour debido a sus problemas de salud. Luego del "infarto" cerebral sufrido en 2013 y un diagnóstico de síndrome de vasoconstricción cerebral reversible, Marcelo declaró "No arriesgaré mi vida por seguir jugando tenis".
A fines de 2018, luego de no presentar problemas de salud en los últimos años, tuvo una exhibición ante Nicolás Lapentti en el Gran Arena Monticello. Tras buenas sensaciones en el entrenamiento planteó la idea de volver a disputar un torneo profesional en 2019 con 43 años, por lo que buscó un wildcard en el Challenger de Columbus, declarando: 

Jugar un torneo en Ohio. Un challenger y poder ganarlo y llegar a hacer historia de nuevo y tratar de ser el jugador más viejo en ganar un torneo profesional

 Sin embargo luego fue descartado porque tendría que esperar hasta un día antes del torneo para saber si se aceptaba su invitación cosa que el Chino no quiso.

### Copa Davis
Ríos debutó en la Copa Davis en 1993 con 17 años de edad ante Bahamas en la ciudad de Santiago, Chile. A lo largo de su participación consiguió un récord de 28-17; 25-10 en individuales y 3-7 en dobles. Junto al equipo, su mejor participación fue alcanzar el repechaje al Grupo Mundial en tres oportunidades, ante el equipo indio en 1997, ante Zimbabue en 1999 y ante Eslovaquia en 2001. Participó durante 11 años en todas las versiones de la Copa Davis desde 1993 hasta 2003, exceptuando 1994. Su última participación fue ante Venezuela en julio de 2003. Fue por varios años el primer singlista de Chile, y no logró mejores resultados por falta de compañeros de nivel competitivo. Con el relevo de Fernando González y Nicolás Massú a principios de los años 2000 el equipo chileno se vio fortalecido. Posee el segundo mejor récord en individuales con 25 victorias, superado por Luis Ayala con 27 victorias logradas en los años 1950.

## Estilo de juego
Era un jugador caracterizándose por su control, movimiento y precisión. Empleaba una raqueta del modelo Yonex RD Power 10 Long, con un aro de 95 pulgadas cuadradas, un peso sin encordar de 335 gramos, y encordada de 354, con un largo exclusivo de 28 pulgadas, y un patrón de encordado de 16x19, que llevaba cuerdas de tripa natural Babolat VS Team con un grosor entre 1.2 y 1.3 milímetros, una tensión de 34 kilos y string savers. Era zurdo con revés a dos manos.
No tuvo algún ídolo desde la infancia. Tuvo la paternidad sobre Gastón Gaudio (5-0), con quien no perdió sets, y sus bestias negras fueron Michael Chang (1-6), Yevgeny Kafelnikov (2-6) y Thomas Enqvist (3-7). Ha sido el máximo ídolo principalmente de Guillermo Coria, Yoshihito Nishioka y Shang Juncheng.

### Golpes excéntricos

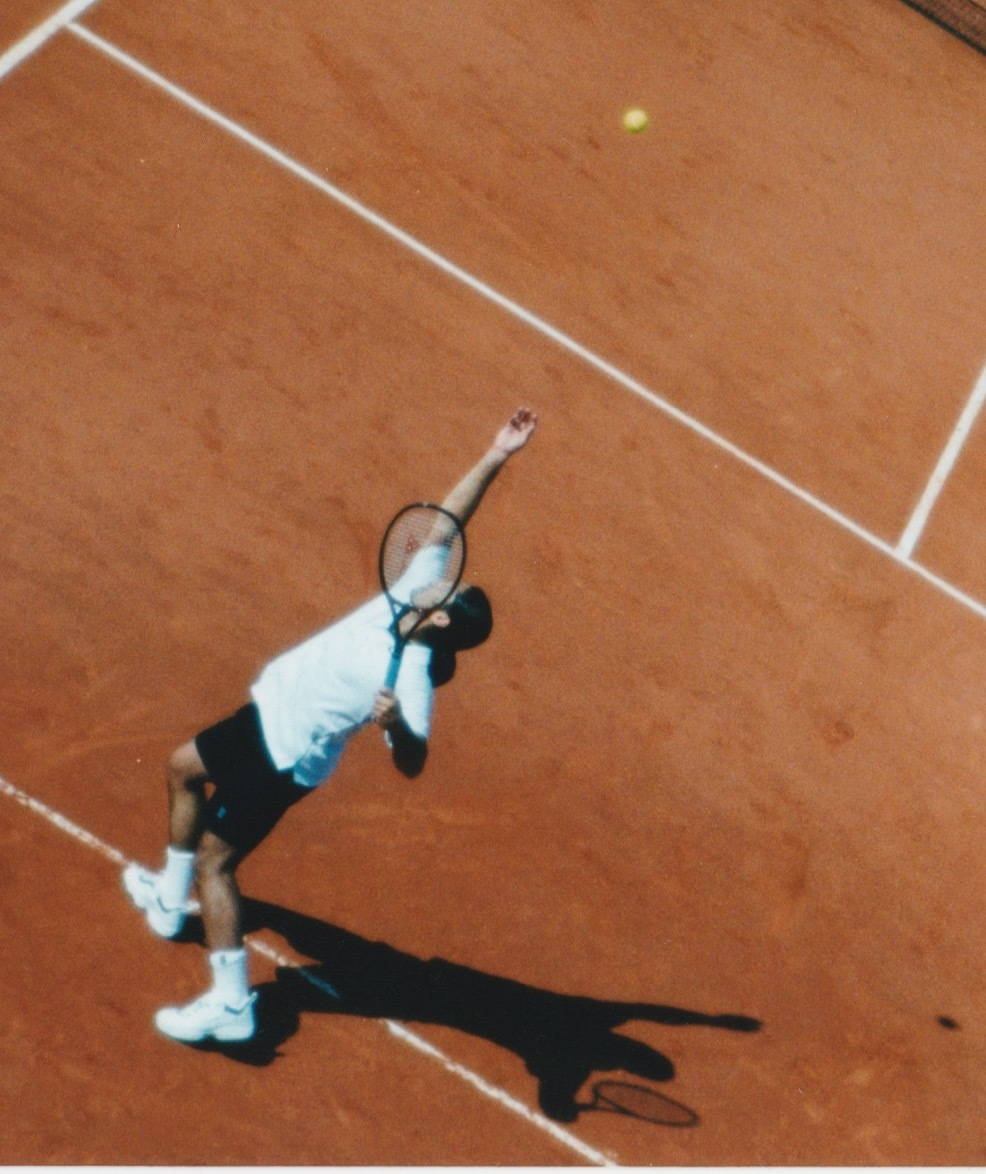
Ríos ejecutando un «saque de Ríos» en Roland Garros de 2000.

Registró el «saque de Ríos»: «servicio» que consiste en lanzar la pelota alto —aumentando su velocidad cuando baja por la aceleración de la gravedad—, mantener la posición de «trofeo» prolongadamente estirándose hacia atrás con el cuerpo tensado —dando firmeza— y golpear moviendo el tronco vehementemente —forzando principalmente los músculos centrales—; configurado durante los entrenamientos de su etapa profesional en los años 1990. Ha sido adoptado por Shang Juncheng. Registró la «gillette»: volea ofensiva potente que consiste en aplicar un «revés cortado» bajando el brazo con la raqueta en posición horizontal vehementemente para lograr un «drop shot», por lo que la pelota describe una curva pronunciada debido al efecto Magnus, parando y luego acelerando desde el vértice enroscándose —minimizando la influencia de la gravedad con un golpe lo suficientemente fuerte—, y regresando luego de botar en el lado rival de la cancha, pasando la red ocasionalmente; bautizada como la marca de accesorios para afeitar por la similitud con el movimiento de la maquinilla al usarla. Ha sido adoptada por Roger Federer, Aleksandr Dolgopólov, Benoît Paire, Dominic Thiem y Félix Auger-Aliassime, entre otros. Registró el «revés a dos manos con salto»: tiro ofensivo que consiste en impulsarse verticalmente con una pierna flexionada hacia adelante y responder una bola alta girando el tronco vehementemente —forzando principalmente los músculos centrales— en el aire —evitando retroceder, ampliando el ángulo de bote y acelerando el ritmo de juego—; propiciado por la necesidad de compensar su baja estatura para el tenis según los especialistas (175 centímetros) y configurado durante los entrenamientos de su etapa juvenil en los años 1980. Ha sido adoptado por Michael Chang, Sébastien Grosjean, Marat Safin, Kei Nishikori y Daniil Medvédev, entre otros.
Registró el «smash sentado»: volea que consiste en golpear sobre la cabeza con las nalgas apoyadas y las piernas estiradas sobre la cancha —acelerando el ritmo de juego—; improvisando inspirado por el «smash tradicional», bautizado en alusión a la posición para ejecutarlo y propiciado tras resbalarse y caer hacia atrás por la gravedad en un cuadro de saque durante un partido ante Andre Agassi en el Olympiahalle de Múnich (Alemania) por la Copa Grand Slam el 4 de octubre de 1998. Registró el «passing shot de espaldas»: tiro ofensivo de alta dificultad que consiste en aplicar una «derecha» hacia atrás con la raqueta en posición vertical hacia abajo volteado en el fondo de la cancha, dirigiendo la pelota en descenso mediante la orientación y pasando al rival; improvisando propiciado por la incomodidad de responder una «volea de revés con salto» durante un partido ante Nicolás Massú en el USTA Billie Jean King National Tennis Center de Nueva York por el Abierto de Estados Unidos el 28 de agosto de 2000. Ha sido repetido por Pablo Cuevas, Gael Monfils y Lorenzo Sonego. Registró la «devolución en 360º»: «devolución» defensiva de alta dificultad que consiste en rotar erguido completamente una vez para golpear débilmente con una «derecha a dos manos» colocando la raqueta sin ver ni dirigir la pelota; improvisando propiciada por el error de anticipar un «servicio a la T» por el lado de «revés» y la urgencia de cambiar al lado de «derecha» durante un partido ante Alberto Martín en el Melbourne Park por el Abierto de Australia el 18 de enero de 2002.

## Vida personal

### Familia
Marcelo Ríos nació en Santiago el 26 de diciembre de 1975. Era el cuarto integrante de la familia que conformaban Jorge Ríos, Alicia Mayorga y su primera hija, Constanza.
Marcelo Ríos contrajo matrimonio el año 2000 con la costarricense Giuliana Sotela, de 17 años. En 2001 tuvo una hija llamada Constanza. Luego se divorciaría y volvería a casar en 2005 con la modelo chilena María Eugenia "Kenita" Larraín. Con ella tuvo una breve relación de apenas cinco meses y un escandaloso y mediático quiebre. Marcelo declararía posteriormente que su matrimonio con la modelo era «el peor error de su vida».
Contrajo matrimonio con la relacionadora pública Paula Pavic el 9 de mayo de 2009, con quien tiene 5 hijos, Isidora (2008), Colomba (2010) a las cuales se les suman los trillizos Marcelo, Agustina y Antonella, nacidos en la capital chilena el 16 de diciembre de 2011, actualmente en proceso de divorcio.

### Salud
En agosto de 2013 fue internado de urgencia por una grave cefalea. Posteriormente sería diagnosticado con el síndrome de vasoconstricción cerebral reversible. Fue dado de alta a los pocos días e indicado para tomar las precauciones que amerita su condición a futuro. En marzo de 2014 fue nuevamente hospitalizado por la misma condición, como precaución.
En 2014 admitió que cree padecer síndrome de asperger. La opinión de psiquiatras expertos fue que es muy probable que sí padezca esa condición.

Una vez busqué Marcelo Ríos en Google y vi que un término asociado era Asperger. Yo creo que soy Asperger. Como de 70 síntomas que salen, me siento identificado con 69.

El 17 de noviembre de 2016, en una entrevista al programa El Cubo de Chilevisión, Ríos confirmó que fue diagnosticado con Asperger cuando era un niño, declarando que nunca le había dado importancia hasta la confesión de 2014.

A mí me diagnosticaron esto cuando yo era chico y yo lo dejé pasar. Yo me acuerdo que tuve una psicóloga en la Copa Davis que nos hizo unos exámenes y ella me dijo que yo tenía Asperger. Y yo no tenía idea de qué significaba ni me interesó, ni lo busqué ni nada. Pero hoy día lo he buscado y, digamos, yo miro que de 60 cosas tengo 50.

En una entrevista realizada en marzo de 2021 por Martín Cárcamo para Canal 13, Ríos señaló que durante un período de estrés, angustia y ansiedad, llegó a tomar 12 mg de ravotril diarios, recetados por su psiquiatra. Actualmente está intentando dejarlo con otro psiquiatra.

## Marcas
- Es el único en la historia en liderar el tenis en las categorías juvenil, veterano y profesional, aunque en este último caso no finalizando el año en primer lugar como sí ocurrió en los anteriores.
- Fue el primer iberoamericano en liderar el tenis en la era ATP.
- De los que han liderado el tenis en la era ATP individual, es el de menor estatura, con 175 centímetros.
- Ha sido el único que habiendo logrado estar N.º 1 en el ranking mundial de ATP, no ganó algún torneo de Grand Slam.
- Fue el primero en la historia en ganar los tres Masters Series en arcilla, en 1999 (Montecarlo, Roma y Hamburgo). Gustavo Kuerten (2000), Rafael Nadal (2008),  y Novak Djokovic (2013) han repetido tal logro.
- Es el único chileno varón en la historia en liderar el tenis,[n 3] y el general con mayor cantidad de títulos individuales, 18.
- Es el tenista chileno más joven en ganar un título de ATP Challenger (18 años, 4 meses), ATP 250 (19 años, 5 meses), ATP 500 (22 años, 9 meses) y Masters 1000 (21 años, 4 meses).

## Grandes rendimientos en torneos de elite
- Su mejor resultado en un torneo de Grand Slam, fue ser finalista del Australian Open del año 1998, perdiendo la final ante el checo Petr Korda, por parciales de 6-2, 6-2 y 6-2.
- En 1998 ganó la Grand Slam Cup, torneo que reunia a los tenistas con mejor rendimiento de los 4 Grand Slam de la temporada, siendo en esa época, dicho torneo igual de importante que la ATP Tour World Championships, es más, estas competiciones se fusionaron en el año 2000, para dar nacimiento al ATP World Tour Finals, un evento oficial del tour.
- Ganó 5 títulos de torneos ATP Tour Masters 1000, ganando en Montecarlo, Roma, Hamburgo, Indian Wells y Miami, siendo junto al brasileño Gustavo Kuerten, el tenista latinoamericano en la historia con más títulos de esta categoría.

## Polémicas
El temperamento difícil de Marcelo ha tenido como consecuencia una serie de controversias. A continuación algunas de ellas:

### Como tenista
- En el Torneo de Los Ángeles de 1997 fue descalificado y multado con 5000 dólares por decirle «fuck you» («jódete») al árbitro del encuentro. El 27 de julio de 2000, es decir tres años después, volvería a ser descalificado del mismo torneo debido a que en esta ocasión también utilizó un vocabulario vulgar contra el juez del encuentro.
- Wimbledon: En una ocasión, cuando perdió el Grand Slam de dicho torneo jugado en cancha de césped, la prensa le consultó sobre las razones de su derrota y  él contestó: «"El pasto es para las vacas"».
- Como su relación con la prensa nunca fue buena, en una conferencia de tal índole realizada en la India, le exigió al periodista Antonio Neme Fajuri (padre de José Antonio Neme), en ese entonces profesional de Canal 13, que le efectuara una pregunta en idioma inglés, cosa a la cual Neme se negó molesto argumentando que por ser chileno, trabajar en el entonces canal católico y no haber ido a un colegio bilingüe como Ríos, no estaba obligado a hacerle una pregunta en inglés y la tenía que realizar en español le gustase o no. Después de dicha conferencia, Neme mandó a decirle con su preparador físico que nunca más lo iba a entrevistar por su nivel de prepotencia con la prensa.
- Mónica Seles lo acusó de decirle «move your fat ass» («mueve tu gordo trasero»), aunque él lo ha negado.
- En un confuso incidente, atropelló a su preparador físico Manuel Astorga, dejándolo gravemente lesionado en un pie. Luego de esto, Astorga fue despedido como preparador físico.
- En 1998 fue multado con 10 000 dólares por manejar a exceso de velocidad durante el torneo de Stuttgart.
- Cuando alcanzó en N.º 1 del ranking mundial, despidió inmediatamente a su entrenador Larry Stefanki.
- Cuando estuvo N.º 1, un reportero le hizo una pregunta intentando comparar sus logros con los de otro destacado tenista latinoamericano, Guillermo Vilas (cuya mejor ubicación en el ranking de la ATP fue el número 2). Marcelo Ríos contestó: «A Vilas no lo conozco, solo sé que él fue N°2 y yo soy N°1».
- En los Juegos Olímpicos de Sídney 2000, fue elegido por la delegación chilena como el abanderado nacional en la ceremonia de apertura. Sin embargo, él rehusó en el último minuto alegando que sus padres no habían sido invitados a la ceremonia por la delegación. Nicolás Massú tomó su lugar.
- Después que una revista publicara fotos suyas bailando sensualmente con una mujer en una discoteca de París, su novia Giuliana Sotela terminó con él. Luego, durante una conferencia de prensa leyó una carta pidiendo perdón a Giuliana y terminó en lágrimas.
- En el año 2001, en Roma, fue arrestado por golpear en la nariz a un taxista y luego pelear con el policía que lo intentaba arrestar.
- Ganó en varias ocasiones el premio limón de Roland Garros por ser el jugador más antipático.
- Se ha cuestionado su entrada al tour de veteranos por tener sólo 30 años. Su polémica llegada al tour provocó que John McEnroe propusiera los 35 años como edad mínima para competir como sénior, luego de haber perdido la supremacía y el protagonismo del torneo a manos del chileno.
- Intentó bajarse los pantalones delante de unos reporteros que estaban grabando mientras estaba de fiesta en las afueras de su apartamento en Reñaca.
- Tuvo una violenta discusión con Ilie Năstase, que estuvo a punto de convertirse en enfrentamiento físico, porque Ríos se negó a tomarse una foto con el hijo del jugador rumano.

### Luego del retiro
- En abril de 2017 sufrió un accidente automovilístico; al llegar un periodista al lugar de los hechos y preguntarle sobre lo que había sucedido, Ríos le replicó “¿Por qué no te vai a la chucha?”.[48] Posteriormente en una entrevista señalaría que "todos los periodistas son la misma mierda", y argumentaría que sentirse atacado por la prensa sería una de las razones para irse a vivir a Miami y dejar Chile.[49][50][51] El periodista Manuel De Tezanos, a través de un programa de la cadena Fox Sports, en donde el profesional, bastante molesto, tildó al extenista de mal agradecido porque los periodistas siempre supieron separar sus polémicas de su desempeño deportivo, además de decir que al otrora deportista le gustaba tirar mierda gratuitamente.[52]
- En noviembre de 2017, en medio de la elección presidencial, criticó en su cuenta de Twitter al candidato de La Fuerza de la Mayoría Alejandro Guillier solo por el hecho de ser periodista, lo cual le valió una serie de apoyos, pero también de fuertes críticas, especialmente de otro periodista chileno como Juan Cristóbal Guarello (Guillier fue jefe de Guarello cuando este último trabajó en Chilevisión), quien lo recriminó por enterarse a última hora que Guillier era uno de los candidatos y también porque Ríos jamás ha ejercido su derecho a sufragar, además de recordarle que ya no vive en Chile hace unos meses. Días después, el extenista manifestó su apoyo al candidato del pacto Chile Vamos Sebastián Piñera, lo que volvió a traerle mensajes de apoyo y críticas, y fueron estas últimas las que tanto el Chino como su esposa, Paula Pavic, respondieron sin tapujos.[53][54][55]
- El 31 de enero de 2018, a propósito de los entrenamientos para la Copa Davis de ese año, un grupo de periodistas fue a cubrir tal evento. Ahí le preguntaron a Ríos respecto al tema, a lo que, citando a Maradona, les contestó: Como dice mi amigo personal Diego Armando: 'que la chupen todos ustedes'. Cuando le preguntaron después sobre la visita de la futura ministra de deportes, Pauline Kantor, Ríos contestó de vuelta: siganla chupando.[56] Ello ha traído un sinnúmero de repercusiones en el mundo del periodismo en Chile. Al día siguiente, cuando querían preguntarle sobre la Copa Davis, Ríos empuja a una periodista y la manda a lavarse los dientes, diciéndole que tiene un tufo.[57]  Finalmente, el 7 de febrero, escribió una carta a El Mercurio pidiendo las disculpas del caso. La razón por la cual efectuó dicha acción, fue por una llamada de atención del emblemático rostro deportivo de TVN Pedro Carcuro, puesto que este último es el único periodista con el que Ríos tiene buena relación.[58]
- Marcelo viajó desde su actual residencia en Miami hasta Santiago para votar en el Plebiscito constitucional de 2020 por la opción Rechazo, sin embargo finalmente no votó. Señaló que al llegar a las 8:00 su mesa aún no estaba constituida, y luego de esperar le solicitaron ser vocal de mesa por lo que se fue. En la tarde volvió, pero al notar que había una gran fila decidió irse nuevamente debido a que lo iban a hueviar mucho en la espera.[59]
- El martes 24 de noviembre de 2021, Ríos aseguró en el programa web conducido por Patricia Maldonado y Catalina Pulido, "Las Indomables", que la periodista y diputada humanista Pamela Jiles había intentado abusar de él en una entrevista en el hogar del tenista cuando él tenía solamente 14 años. Donde sostuvo que la periodista lo invitó a realizar la última parte de la entrevista en la ducha de la casa del tenista, y que debía de sacarse la ropa para continuar, aunque esto no se pudo concretar debido a que la madre de Ríos escuchó y expulsó a Pamela de la casa. Marcelo declaró Me intentó violar, huevón.[60] Pamela Jiles negó la veracidad de dichas acusaciones, y anunció que se iba a querellar contra Chino Ríos. El extenista ante la amenaza legal aclaró: Quiero dejar en claro que Pamela Jiles nunca me trató de violar o quiso violarme la manera que yo lo dije, fue de una forma quizás salida del contexto y tratando de ponerle más picante al tema.[61] Después de eso, la polémica se detuvo.
- En septiembre de 2021, en referencia a una publicación del fotógrafo Jordi Castell lamentando el fallecimiento de su perro, Ríos publicó en sus redes sociales: "Pastel no sufras tanto por el perro, solo piensa que debe estar feliz y pensando al fin me liberé de este saco de weas y muerto de hambre que tenía que aguantar".[62][63]

## Clasificación histórica
| Grand Slam                   |              |              |              |       |              |              |              |              |              |              |              |            |     |     |
| Australian Open              | A            | A            | A            | 1R    | CF           | F            | A            | A            | 1R           | CF           | A            | 14–5       |     |     |
| Roland Garros                | A            | 2R           | 2R           | 4R    | 4R           | CF           | CF           | 1R           | 2R           | A            | 1R           | 17–9       |     |     |
| Wimbledon                    | A            | A            | 1R           | A     | 4R           | 1R           | A            | A            | A            | A            | A            | 3–3        |     |     |
| US Open                      | A            | 2R           | 1R           | 2R    | CF           | 3R           | 4R           | 3R           | 3R           | 3R           | A            | 17–9       |     |     |
| Victorias – Derrotas         | 0–0          | 2–2          | 1–3          | 4–3   | 14–4         | 12–4         | 7–2          | 2–2          | 3–3          | 6–2          | 0–1          | 51–26      |     |     |
| Torneo de Fin de Año         |              |              |              |       |              |              |              |              |              |              |              |            |     |     |
| ATP Tour World Championships |              |              |              |       |              | RR           |              |              |              |              |              | 0–1        |     |     |
| Copa Grand Slam              |              |              |              |       | CF           | G            | A            | No Disputado | No Disputado | No Disputado | No Disputado | 4–1        |     |     |
| ATP Masters Series           |              |              |              |       |              |              |              |              |              |              |              |            |     |     |
| Indian Wells                 | A            | A            | 3R           | SF    | 2R           | G            | 3R           | 2R           | 1R           | 3R           | 2R           | 16–8       |     |     |
| Miami                        | A            | A            | 3R           | 3R    | 3R           | G            | 4R           | 4R           | 2R           | SF           | 4R           | 20–7       |     |     |
| Montecarlo                   | A            | A            | LQ           | SF    | G            | A            | F            | 1R           | 2R           | 3R           | A            | 16–4       |     |     |
| Hamburgo                     | A            | A            | A            | SF    | 3R           | 2R           | G            | SF           | 2R           | A            | A            | 14–5       |     |     |
| Roma                         | A            | A            | 2R           | CF    | F            | G            | 1R           | 1R           | 2R           | A            | A            | 15–6       |     |     |
| Canadá                       | A            | A            | A            | SF    | A            | A            | A            | 3R           | A            | 3R           | A            | 7–3        |     |     |
| Cincinnati                   | A            | A            | 1R           | A     | 3R           | 2R           | A            | 2R           | A            | 2R           | A            | 4–5        |     |     |
| Stuttgart                    | A            | A            | A            | CF    | CF           | CF           | CF           | A            | 3R           | 2R           | A            | 11–5       |     |     |
| París                        | A            | A            | A            | 2R    | 2R           | CF           | 2R           | A            | A            | 1R           | A            | 2–5        |     |     |
| Victorias – Derrotas         | 0–0          | 0–0          | 5–4          | 20–8  | 16–7         | 20–3         | 14–6         | 10–7         | 4–5          | 12–7         | 3–1          | 104–48     |     |     |
| Representación Nacional      |              |              |              |       |              |              |              |              |              |              |              |            |     |     |
| Juegos Olímpicos             | No Disputado | No Disputado | No Disputado | A     | No Disputado | No Disputado | No Disputado | 1R           | No Disputado | No Disputado | No Disputado | 0–1        |     |     |
| Copa Davis                   | Z1           |              | Z1           | Z1    | PO           | Z1           | PO           | PO           | PO           | Z1           | Z1           | 25–10      |     |     |
| Düsseldorf                   |              |              |              |       |              |              |              | RR           |              |              | W            | 1–5        |     |     |
| Estadísticas                 |              |              |              |       |              |              |              |              |              |              |              |            |     |     |
| Títulos                      | 0            | 0            | 3            | 1     | 1            | 7            | 3            | 1            | 2            | 0            | 0            | 18         |     |     |
| Finales Alcanzadas           | 0            | 0            | 4            | 4     | 5            | 8            | 5            | 1            | 2            | 1            | 1            | 31         |     |     |
| Total Victorias – Derrotas   | 0–1          | 12–11        | 41–21        | 57–25 | 60–26        | 68–17        | 47–18        | 29–23        | 31–19        | 32–21        | 14–10        | 391–192    |     |     |
| Rendimiento                  | 0%           | 52%          | 66%          | 70%   | 70%          | 80%          | 72%          | 56%          | 62%          | 60%          | 58%          | 67%        | 67% | 67% |
| Ranking de Fin de Año        | 562          | 107          | 25           | 11    | 10           | 2            | 9            | 37           | 39           | 24           | 105          | $9,567,686 |     |     |